# Darżkowo (powiat bytowski)
Darżkowo (kaszub. Dôrżkòwò, niem. Darsekow, daw. pol. Darskowo) – wieś w Polsce, położona na Kaszubach w województwie pomorskim, w powiecie bytowskim, w gminie Kołczygłowy.
Wieś na południowych obrzeżach Parku Krajobrazowego Doliny Słupi na południowym obrzeżu Parku Krajobrazowego Dolina Słupi.
W latach 1975–1998 miejscowość administracyjnie należała do województwa słupskiego.
Wieś stanowi sołectwo gminy Kołczygłowy.
| SIMC    | Nazwa    | Rodzaj         |
| ------- | -------- | -------------- |
| 0745970 | Dobojewo | przysiółek wsi |

## Cmentarz ewangelicki
We wsi, na niewielkim wzniesieniu, znajduje się nieczynny, XIX-wieczny cmentarz ewangelicki o powierzchni około 0,21 ha. Jego pierwotne wymiary są dość czytelne, dzięki dobrze zachowanym nasadzeniom granicznym. Położony jest w zachodniej części miejscowości, przy drodze gruntowej, która oddziela go od zlokalizowanego naprzeciwko placu zabaw. Cmentarz jest wpisany do wojewódzkiej ewidencji zabytków województwa pomorskiego.